# 前橋厄除大師
前橋厄除大師（まえばしやくよけたいし）は、群馬県前橋市下増田町に所在する真言宗智山派の寺院。山号は今宮山、院号は蓮花院、寺号は増田寺で、公式ホームページでは「前橋厄除大師 蓮花院」と記している。本尊は聖観音。

## 概要

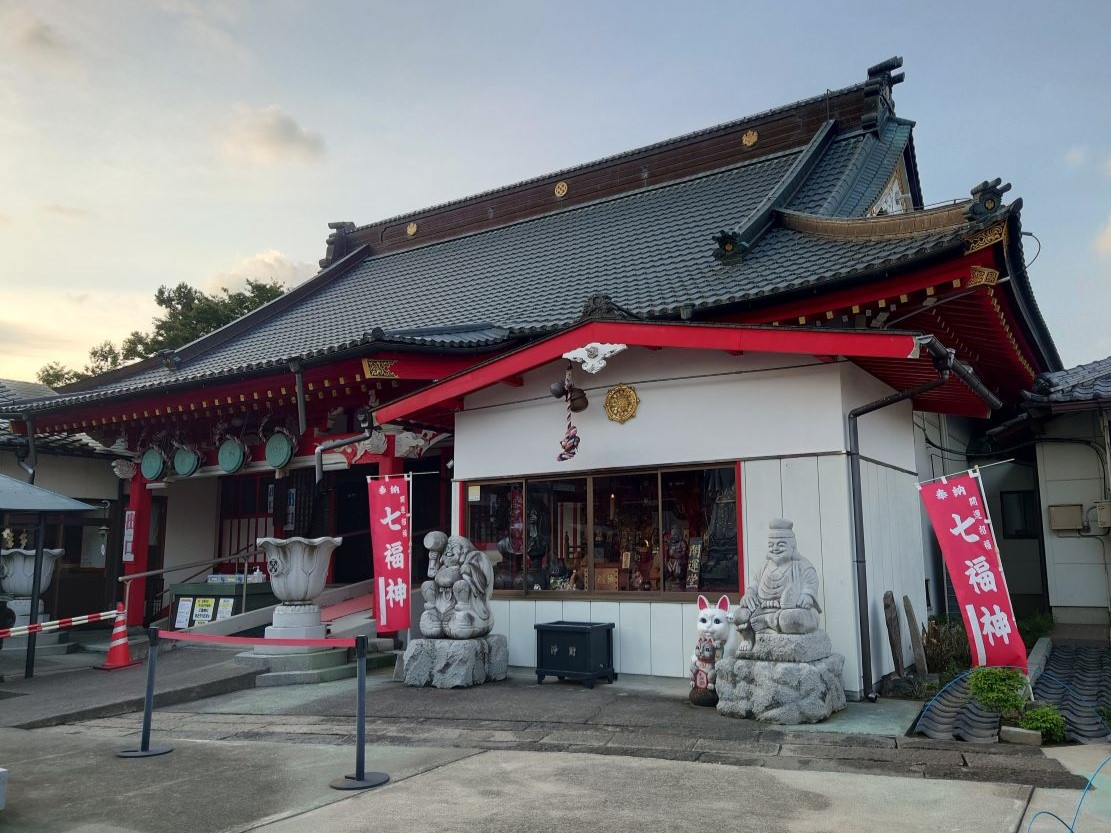
本堂

「由緒沿革書」によれば天文2年（1533年）荒砥村大字大室の玉泉坊の開基とされる。その後10世までは各宗の僧侶が継いだが、享保4年（1719年）（？）下野国出流山千手院の宥尊が11世となり今宮山増田寺蓮華院と号して開山となったという。元禄3年（1690年）に12世舜賀が現在の本堂を造営したとされる。
明治21年（1888年）に川崎大師本尊（弘法大師）の分体を群馬県知事・佐藤與三の認許を得て安置した。同寺は川崎大師の第一分身としている。

## テレビ番組
- 日経スペシャル ガイアの夜明け 一年の計は正月にあり～初詣と伝統食に客を呼べ（2009年1月6日、テレビ東京）[4]。- 若い尼僧の挑戦を取材。